# Waterbury (Connecticut)
Pour les articles homonymes, voir Waterbury.
Waterbury est une ville de l’État du Connecticut aux États-Unis, avec 110 366 habitants. Elle est située dans la zone centre-ouest de l’État, dans le comté de New Haven.
Elle est surnommée « La ville du laiton » car c'est historiquement un centre industriel important pour les usines utilisant le laiton dans la fabrication de leurs produits.

## Histoire
Waterbury devient une municipalité en 1686. Appelée Mattatuck par les Amérindiens, la ville doit son nom actuel à ses nombreux points d'eau (water en anglais) : étangs, marais et rivières.

## Géographie
- 1Carte dynamique
- 2Carte Openstreetmap
- 3Carte topographique
- 4Carte avec les communes environnantes

Selon le bureau du recensement des États-Unis, Waterbury a une superficie totale de 28,94 milles carrés (74,95 km2), dont 28,52 milles carrés (73,87 km2) de terre et 0,42 milles carrés (1,09 km2) d'eau (1,44 %).

### Climat
| Mois                              | jan. | fév. | mars  | avril | mai   | juin  | jui.  | août  | sep.  | oct.  | nov. | déc.  | année   |
| --------------------------------- | ---- | ---- | ----- | ----- | ----- | ----- | ----- | ----- | ----- | ----- | ---- | ----- | ------- |
| Température minimale moyenne (°C) | −9   | −8   | −3    | 2     | 8     | 13    | 16    | 15    | 11    | 4     | −1   | −6    | 3,5     |
| Température maximale moyenne (°C) | 2    | 4    | 8     | 15    | 21    | 26    | 28    | 27    | 23    | 19    | 11   | 5     | 15,6    |
| Précipitations (mm)               | 92,5 | 91,7 | 111,3 | 114,8 | 117,9 | 120,4 | 116,6 | 121,4 | 122,9 | 131,6 | 112  | 107,7 | 1 360,8 |

| Diagramme climatique                                  |         |          |          |          |           |           |           |           |          |         |          |
| J                                                     | F       | M        | A        | M        | J         | J         | A         | S         | O        | N       | D        |
| 2−992,5                                               | 4−891,7 | 8−3111,3 | 152114,8 | 218117,9 | 2613120,4 | 2816116,6 | 2715121,4 | 2311122,9 | 194131,6 | 11−1112 | 5−6107,7 |
| Moyennes : • Temp. maxi et mini °C • Précipitation mm |         |          |          |          |           |           |           |           |          |         |          |

## Démographie
| 1860   | 1870   | 1880   | 1890   | 1900   | 1910   |
| ------ | ------ | ------ | ------ | ------ | ------ |
| 10 004 | 10 826 | 17 806 | 28 646 | 45 859 | 73 141 |

| 1920   | 1930   | 1940   | 1950    | 1960    | 1970    |
| ------ | ------ | ------ | ------- | ------- | ------- |
| 91 715 | 99 902 | 99 314 | 104 477 | 107 130 | 108 033 |

| 1980    | 1990    | 2000    | 2010    | - | - |
| ------- | ------- | ------- | ------- | - | - |
| 103 266 | 108 961 | 107 271 | 110 366 | - | - |

## Documentaire
La ville de Waterbury est une des quatre villes américaines au travers desquelles la Seconde Guerre mondiale est racontée dans le long documentaire (14 heures) The War de Ken Burns.

## Personnalités liées à la ville
Y sont nés :
- Michael J. McGivney (1852-1890), prêtre catholique, fondateur des Chevaliers de Colomb, béatifié par l'Eglise catholique ;
- Rosalind Russell (1907-1976), actrice ;
- Bob Crane (1928-1978), acteur ;
- Robert Gallo (1937-), chercheur américain, connu pour son rôle dans l'identification du VIH ;
- Annie Leibovitz (1949-), photographe américaine ;
- Richard V. Spencer (1954), homme politique ;
- John G. Rowland (1957-), ex-gouverneur de l’État du Connecticut ;
- Michael Bergin (1969-), acteur et mannequin américain ;
- Allie DiMeco (1992-), actrice.

Y sont décédés :
- Eulabee Dix (1878-1961), peintre miniaturiste ;
- Stanislava Jakševičiūtė-Venclauskienė, (1874 -1958) actrice-réalisatrice et Juste parmi les nations ;
- George Metesky (1903-1994), poseur de bombes ;
- Adeline Gray (1916-1975), parachutiste.

## Jumelages
- Lisbonne (Portugal)
- Pontelandolfo (Italie)

### Traduction
- (en) Cet article est partiellement ou en totalité issu de l’article de Wikipédia en anglais intitulé « Waterbury, Connecticut » (voir la liste des auteurs).